# خیابان ویماث
خیابان ویماث (انگلیسی: Weymouth Street) خیابانی در ماری‌لبون واقع در لندن مرکزی است که در وست‌مینستر قرار دارد. این محله در سده ۱۸ توسط دو تن از اشراف بریتانیایی ایجاد شد. نام این مکان در کتاب روز رستاخیز آمده‌است.
این کتاب در اواخر دهه ۱۷۷۰ و اوایل دهه ۱۷۸۰ ساخته و در حدود یک سده بعد، بخش‌هایی از آن با سبک نئوکلاسیک بازسازی شد. از حوالی دهه ۱۹۰۰ بود که آپارتمان‌های مسکونی مجلل در نزدیکی چهارراه اصلی آن بنا شد. در زمان بلیتس لندن در سال‌های ۱۹۴۱–۱۹۴۰، این خیابان دو مرتبه با بمباران هوایی تخریب شد؛ اما با این وجود برخی از ساختمان‌های قرن هجدهمی تا به امروز حفظ شده‌اند، از جمله پلاک هاس ۴۵ تا ۴۹.
یکی دیگر از دلایل شهرت این خیابان، وجودِ مطب‌های پزشکان است، از جمله «کلینیک خیابان هارلی» که در ۱۹۳۵ ساخته شد. با گذشت زمان، ساختمان‌های قدیمی با معماری جرجی جای خود را با ساختمان‌های جدیدتر دادند.
برخی از ساکنان مشهور این خیابان عبارتند از: مری گِـریس، ماری ولز (پلاک ۱۲)، مایکل فارادی (پلاک ۱۸) و جین مارست (پلاک ۴۹). بسیاری از ساختمان‌های این خیابان امروزه بنای فهرست‌شده درجه ۲ محسوب می‌شوند و منطقه حفاظت‌شده هستند. ساختمان پلاک ۲۲ این خیابان به سبب داشتن آمیزه‌ای از سبک معماری سنتی و معماری مدرن قابل توجه است.